# Boulevard Rabatau
Le boulevard Rabatau ou boulevard Rabatau-Daniel-Matalon est une voie marseillaise en équerre située dans les 8e et 10e arrondissements de Marseille.

## Situation et accès
Elle va du rond-point du Prado à la place de Pologne à proximité de l’échangeur avec l’autoroute A50.
Ce grand boulevard passe à proximité de nombreux bâtiments résidentiels, de l’hôpital Saint-Joseph et longe la partie nord du parc Chanot. Entre l’avenue Jules-Cantini et le boulevard Jean-Moulin, le boulevard fait partie de la rocade du Jarret.
Un ancien pont ferroviaire de la ligne de Marseille-Blancarde à Marseille-Prado enjambe le boulevard.
Le boulevard Rabatau est desservi par la ligne de métro  à la station Rond-point du Prado ainsi que par la ligne de bus    du réseau RTM.

## Origine du nom
Le boulevard doit son nom à Augustin Rabatau, maire de Marseille de 1874 à 1875.

## Historique
De la place Ferrié à la place de Pologne, il porte aussi le nom de Daniel Matalon, député français, depuis la délibération du conseil municipal du 20 juillet 1998. L'autre partie allant jusqu'au rond-point du Prado s'est appelée un temps Boulevard de l'Élysée
Sur la place Ferrié se trouvait la passerelle Rabatau, qui permettait jusqu'au 21 août 2021 aux automobilistes en direction du rond-point du Prado ou de Sainte-Marguerite d’éviter la place en passant au-dessus. Elle fut démolie le jour suivant dans le cadre des travaux de la ligne de tramway T3 et du tunnel Schloesing.